# Physula anchisa
Physula anchisa là một loài bướm đêm trong họ Noctuidae.